# Ceratocapsus balli
Ceratocapsus balli är en insektsart som beskrevs av Knight 1927. Ceratocapsus balli ingår i släktet Ceratocapsus och familjen ängsskinnbaggar. Inga underarter finns listade i Catalogue of Life.